# Szirtes-tető
Szirtes-tető är en kulle i Ungern.   Den ligger i provinsen Komárom-Esztergom, i den nordvästra delen av landet, 23 km nordväst om huvudstaden Budapest. Toppen på Szirtes-tető är 433 meter över havet, eller 66 meter över den omgivande terrängen. Bredden vid basen är 1,5 km.
Terrängen runt Szirtes-tető är kuperad österut, men västerut är den platt. Runt Szirtes-tető är det ganska tätbefolkat, med 248 invånare per kvadratkilometer. Närmaste större samhälle är Esztergom, 16,4 km nordväst om Szirtes-tető. I omgivningarna runt Szirtes-tető växer i huvudsak lövfällande lövskog.